# ماتياس سكجلموس جنسن
ماتياس سكجلموس جنسن (بالدنماركية: Mattias Skjelmose Jensen)‏ (و. 2000  م) هو دراج دنماركي، ولد في Amager ‏.

## التصنيف
| السنة     | 2019 | 2020 | 2021 | 2022 | 2023 | 2024 |
| --------- | ---- | ---- | ---- | ---- | ---- | ---- |
| عالمي     | 1527 | 1928 | 170  | 51   | 13   | 18   |
| أوروبا    | 1017 | 1410 | 146  | 43   | 14   | 15   |
|           |      |      |      |      |      |      |
| مصدر: UCI |      |      |      |      |      |      |

## سجل الفوز

### سباقات أو مراحل فاز بها
| التاريخ        | السباق                                                                        | المركز                                                                                           |
| -------------- | ----------------------------------------------------------------------------- | ------------------------------------------------------------------------------------------------ |
| 08 أبريل 2018  | Paris-Roubaix Juniors 2018                                                    |                                                                                                  |
| 22 يونيو 2019  | سباق الطريق ضد الساعة للرجال تحت 23 سنة في بطولة الدنمارك لسباق الدراجات 2019 | الرابع في التصنيف العام                                                                          |
| 18 أغسطس 2019  | فيين روندت 2019                                                               | الثالث في التصنيف العام                                                                          |
| 07 فبراير 2021 | نجم بسجس 2021                                                                 | العاشر في تصنيف أفضل شاب                                                                         |
| 27 فبراير 2021 | طواف الإمارات 2021                                                            | الرابع في تصنيف أفضل شاب، السادس في التصنيف العام                                                |
| 02 مايو 2021   | طواف روماندي 2021                                                             | الثاني في تصنيف أفضل شاب                                                                         |
| 06 يونيو 2021  | سباق دوفين للدراجات 2021                                                      | الثالث في تصنيف أفضل شاب                                                                         |
| 17 يونيو 2021  | سباق الطريق ضد الساعة للرجال في بطولة الدنمارك 2021                           | المرتبة 15 في التصنيف العام                                                                      |
| 20 يونيو 2021  | سباق الطريق للرجال في بطولة الدنمارك 2021                                     | العاشر في التصنيف العام                                                                          |
| 31 يوليو 2021  | طواف أين 2021                                                                 | الثاني في تصنيف أفضل شاب، الخامس في التصنيف العام، السابع في تصنيف النقاط                        |
| 14 أغسطس 2021  | طواف الدنمارك 2021                                                            | الثاني في تصنيف أفضل شاب، الثامن في التصنيف العام                                                |
| 22 أغسطس 2021  | طواف النرويج 2021                                                             | الأول في تصنيف أفضل شاب، السابع في التصنيف العام                                                 |
| 13 فبراير 2022 | طواف بروفانس 2022                                                             | الأول في تصنيف أفضل شاب، الثالث في التصنيف العام، الثالث في تصنيف الجبال، السادس في تصنيف النقاط |
| 11 أغسطس 2022  | طواف أين 2022                                                                 | الأول في تصنيف أفضل شاب، الأول في تصنيف النقاط، الثاني في التصنيف العام، الخامس في تصنيف الجبال  |
| 17 سبتمبر 2022 | طواف لوكسمبورغ 2022                                                           | الفائز في التصنيف العام                                                                          |
| 05 فبراير 2023 | نجم بسجس 2023                                                                 | الأول في تصنيف أفضل شاب، الثاني في التصنيف العام، الثاني في تصنيف النقاط، الثالث في تصنيف الجبال |
| 19 فبراير 2023 | طواف هوت فار 2023                                                             | الأول في تصنيف النقاط، الثاني في تصنيف أفضل شاب، الخامس في التصنيف العام                         |
| 18 يونيو 2023  | طواف سويسرا 202                                                               | الفائز في التصنيف العام                                                                          |
| 25 يونيو 2023  | 2023 Danish National Road Cycling Championships - Men RR                      | الفائز في التصنيف العام                                                                          |
| 03 سبتمبر 2023 | ميريلاند سايكلنج كلاسيك 2023                                                  | الفائز في التصنيف العام                                                                          |
| 16 يونيو 2024  | طواف سويسرا 2024                                                              | الأول في تصنيف أفضل شاب، العاشر في تصنيف الجبال، الثالث في التصنيف العام، الرابع في تصنيف النقاط |
| 21 يونيو 2024  | 2024 Danish National Road Cycling Championships - Men ITT                     | الفائز في التصنيف العام                                                                          |
| 08 سبتمبر 2024 | طواف إسبانيا 2024                                                             | الأول في تصنيف أفضل شاب، الخامس في التصنيف العام                                                 |